# Charlie i fabryka czekolady (film)
Charlie i fabryka czekolady (ang. Charlie and the Chocolate Factory) – amerykańsko-brytyjski film fabularny z 2005 roku. Jest to druga ekranizacja powieści Roalda Dahla zatytułowanej Charlie i fabryka czekolady.
Dzieło często współpracującego ze sobą tria: Tim Burton (reżyser), Johnny Depp (aktor) oraz Danny Elfman (autor muzyki).

## Fabuła
Opowiada o pochodzącym z bardzo biednego domu chłopcu, który nazywa się Charlie Bucket. Pewnego dnia Charlie – jako jeden z pięciu „szczęściarzy” – zdobywa Złoty Bilet, uprawniający go do zwiedzenia niezwykłej fabryki czekolady Willy’ego Wonki. Udaje się tam wraz ze swoim dziadkiem – byłym pracownikiem fabryki.
Serwis Rotten Tomatoes przyznał filmowi wynik 83%.

## Obsada
- Freddie Highmore – Charlie Bucket, cichy i optymistycznie nastawiony do życia chłopiec mieszkający niedaleko fabryki w małym domku razem z rodzicami i dziadkami z obu stron.
- Johnny Depp – Willy Wonka, interesujący, ale aspołeczny genialny cukiernik, który zaprasza piątkę dzieci na wycieczkę po swojej fabryce. W trakcie filmu pojawiają się w retrospekcjach jego wspomnienia związane z ojcem. W nich Willy’ego Wonkę gra Blair Dunlop.
- Deep Roy – Umpa-Lumpasy, mali mężczyźni pochodzący z Umpa-landii, pracownicy fabryki czekolady Wonka (głos w piosenkach Danny Elfman, głos narratora Geoffrey Holder)
- David Kelly – dziadek Joe, ulubiony dziadek Charliego. Był kiedyś pracownikiem fabryki Wonka, teraz towarzyszy Charliemu w wycieczce.
- Helena Bonham Carter – pani Bucket, matka Charliego, ponieważ w jej domu panuje bieda, przyrządza swojej rodzinie dania z kapusty, jedynego pożywienia, na jakie ich stać.
- Noah Taylor – pan Bucket, ojciec Charliego. Pracuje w Smilex Toothpaste do czasu, kiedy zostaje zwolniony, a w jego zastępstwie przychodzi maszyna.
- AnnaSophia Robb – Violet Beauregarde, dziewczynka owładnięta obsesją na punkcie gumy do żucia oraz udowadnianiem, że zawsze jest we wszystkim najlepsza.
  - Violet to po angielsku fioletowy, a Violet w czasie zwiedzania fabryki zamienia się w fioletową jagodę
- Julia Winter – Veruca Salt, rozpieszczona dziewczynka z bogatej rodziny.
  - Salt znaczy sól – jej tata wyrabiał orzeszki solone
- Philip Wiegratz – Augustus Gloop, niemiecki chłopiec z nadwagą, który ciągle coś je, a najczęściej czekoladę. Jego twarz jest pobrudzona czekoladą nawet, gdy udziela wywiadu w telewizji. Jego ojciec sprzedaje wędliny.
  - Gloop to po angielsku smalec
- Jordan Fry – Mike Teavee, lekko hiperaktywny chłopiec uzależniony od telewizji i gier video. Nie znosi czekolady.
  - Teavee czyta się TV, czyli telewizor. Mike był uzależniony od oglądania telewizji
- Missi Pyle – pani Scarlett Beauregarde, matka Violet i jej opiekunka w trakcie wycieczki. Ubiera się tak samo jak jej córka oraz obie noszą podobne fryzury. Traktuje Violet bardziej jak trofeum (w im większej ilości konkursów Violet wygra, tym bardziej jej matka jest z niej dumna) niż jak córkę. Prawdopodobnie jest samotną matką.
- James Fox – pan Rupert Salt, ojciec Veruki i jej opiekun w trakcie wycieczki, prowadzi biznes związany z orzechami.
- Adam Godley – pan Norman Teavee, ojciec Mike’a i jego opiekun w trakcie wycieczki.
- Franziska Troegner – pani Angelica Gloop, matka Augustusa i jego opiekunka w trakcie wycieczki.
- Francesca Hunt – pani Angina Salt, matka Veruki Salt.
- Liz Smith – babcia Georgina
- Eileen Essell – babcia Josephine
- David Morris – dziadek George, mąż Georginy, pesymista, nie wierzy, że Charlie może znaleźć Złoty Bilet.
- Christopher Lee – dr Wilbur Wonka, ojciec Willy’ego Wonki, stomatolog.
- Geoffrey Holder – narrator, który na końcu filmu okazuje się być jednym z Umpa-Lumpów.

## Piosenki
1. „Wonka's Welcome Song”
2. „Augustus Gloop”
3. „Violet Beauregarde”
4. „Veruca Salt”
5. „Mike Teavee”
6. „Main Titles”
7. „Wonka's First Shop”
8. „The Indian Palace”
9. „Wheels in Motion”
10. „Charlie’s Birthday Bar”
11. „The Golden Ticket/Factory”
12. „Chocolate Explorers”
13. „Loompa Land”
14. „The Boat Arrives”
15. „The River Cruise”
16. „First Candy”
17. „Up and Out”
18. „The River Cruise – Part 2”
19. „Charlie Declines”
20. „Finale”
21. „End Credit Suite”

## Nagrody
Film zdobył nominację do Oscara w kategorii „Najlepsze kostiumy”.

## Wersja polska[2]
Wersja polska: Start International

Reżyseria: Joanna Wizmur

Dialogi: Joanna Serafińska

W wersji polskiej udział wzięli:
- Wojciech Paszkowski – Willy Wonka
- Tomasz Marzecki –
  - pan Salt,
  - narrator
- Grzegorz Pawlak – dr. Wilbur Wonka
- Tomasz Steciuk – tata Bucket
- Agata Kulesza – pani Bucket
- Kajetan Lewandowski – Charlie Bucket
- Monika Błachnio – Violet Beauregarde
- Agnieszka Kunikowska – pani Beauregarde
- Maciej Gontard – Mike Teavee
- Jacek Braciak – pan Teavee
- Anna Apostolakis – pani Galloop
- Beata Wyrąbkiewicz – Veruca Salt
- Jerzy Skarżyński – Augustus Gloop
- Włodzimierz Press – dziadek Joe
- Wojciech Duryasz – dziadek George
- Antonina Girycz – babcia Georgina
- Joanna Jędryka – babcia Josephina